# One Step Beyond...
One Step Beyond... je debitantski album angleške ska skupine Madness, ki je izšel leta 1979 pri založbi Stiff Records. Po slogu je pristnejši ska kot ostale izdaje skupine, ki se je kasneje usmerila v pop-rock. Naslovna skladba, ki je pred tem izšla kot singl, je priredba skladbe »Al Capone« jamajškega ska glasbenika Princa Busterja iz leta 1960. Busterju je posvečena šesta skladba na albumu, »The Prince«, ki je sicer prvi izdani singl skupine.
Album je ob izidu prišel na drugo mesto britanske lestvice albumov ter ostal na njej leto in pol.

## Seznam skladb
1. »One Step Beyond« - 2:18 (Campbell)
2. »My Girl« - 2:44 (Barson)
3. »Night Boat to Cairo« - 3:31 (Barson, McPherson)
4. »Believe Me« - 2:28 (Barson, Hasler)
5. »Land of Hope and Glory« - 2:57 (Foreman, Thompson)
6. »The Prince« - 3:18 (Thompson)
7. »Tarzan's Nuts« - 2:24 (Barson)
8. »In the Middle of the Night« - 3:01 (McPherson, Foreman)
9. »Bed and Breakfast Man« - 2:33 (Barson)
10. »Razor Blade Alley« - 2:42 (Thompson)
11. »Swan Lake« - 2:36 (Čajkovski ar. Barson)
12. »Rockin' in A-flat« - 2:29 (Wurlitzer)
13. »Mummy's Boy« - 2:23 (Bedford)
14. »Madness« - 2:38 (Campbell)
15. »Chipmunks Are Go!« - 0:51 (Smyth)

## Sodelujoči
- Suggs – glavni vokal
- Mike Barson (Monsieur Barso) – klaviature
- Chris Foreman (Chrissie Boy) – kitara
- Mark Bedford (Bedders) – bas kitara
- Lee »Kix« Thompson – saksofon, spremljevalni vokal, glavni vokal pri skladbah 5 in 10
- Daniel Woodgate (Woody) - bobni, tolkala
- Chas Smash (Cathal Smyth) – spremljevalni vokal,  glavni vokal pri skladbah 1 in 15